# サテュロスに驚くディアナとニンフ (ヴァン・ダイク)
『サテュロスに驚くディアナとニンフ』（サテュロスにおどくディアナとニンフ、蘭: Diana en een nimf verrast door een sater, 西: Diana y una ninfa sorprendidas por un sátiro, 英: Diana and a Nymph Surprised by a Satyr）は、バロック期のフランドル出身のイギリスの画家アンソニー・ヴァン・ダイクが年に制作した神話画である。油彩。ギリシア神話の女神アルテミス（ローマ神話のディアナ）と従者のニンフを描いた作品で、現在はマドリードのプラド美術館に所蔵されている。この作品は2002年まで『サテュロスに発見されたダイアナとエンディミオン』と考えられ、この作品名で展示されていたが、その後、美術史家レティシア・ルイス・ゴメス（Leticia Ruiz Gómez）によって現在の作品名に改められた（展示はされていない）。

## 作品

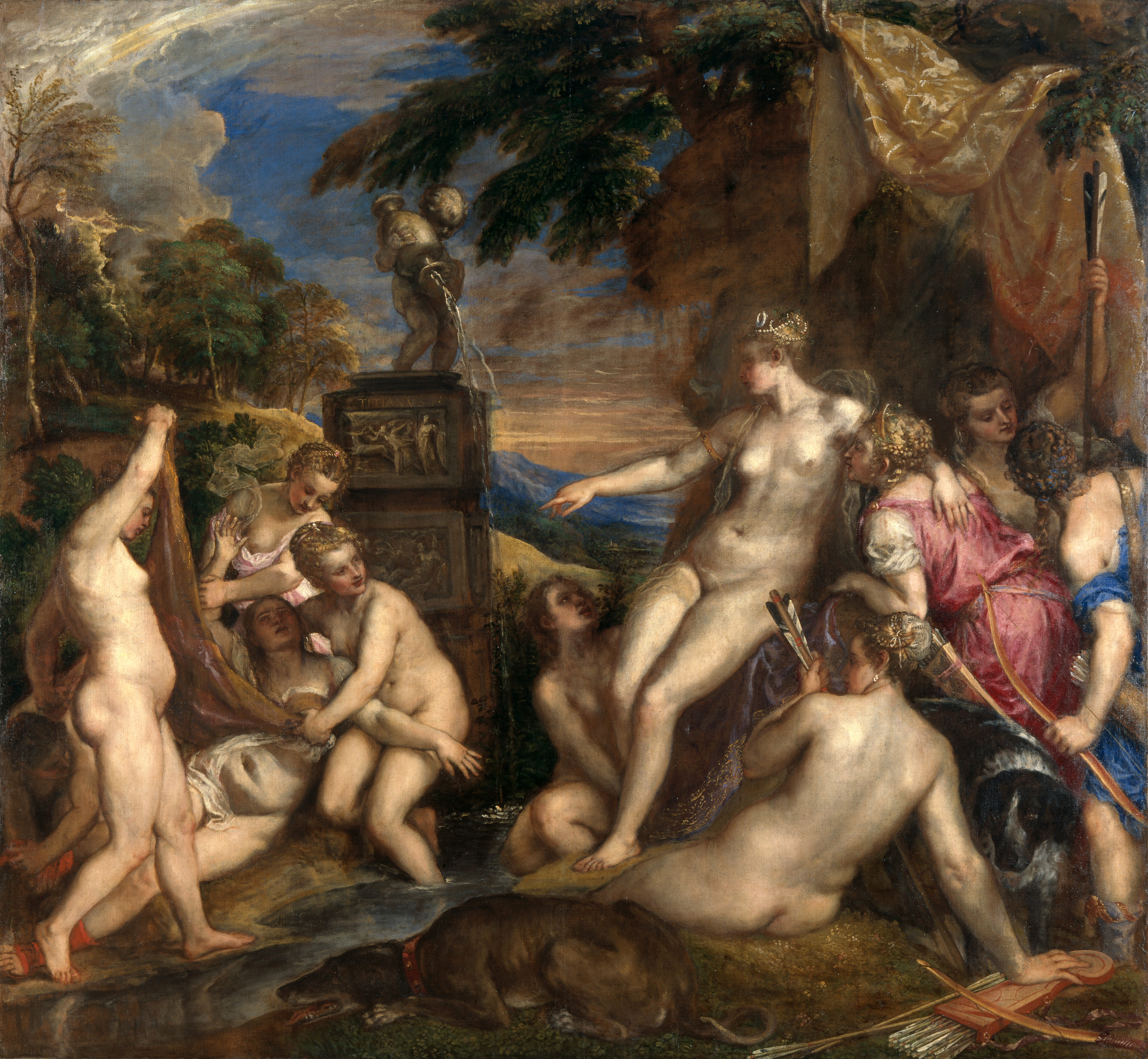
ティツィアーノ・ヴェチェッリオが『ディアナとカリスト』。1556年から1559年。ナショナル・ギャラリー所蔵。

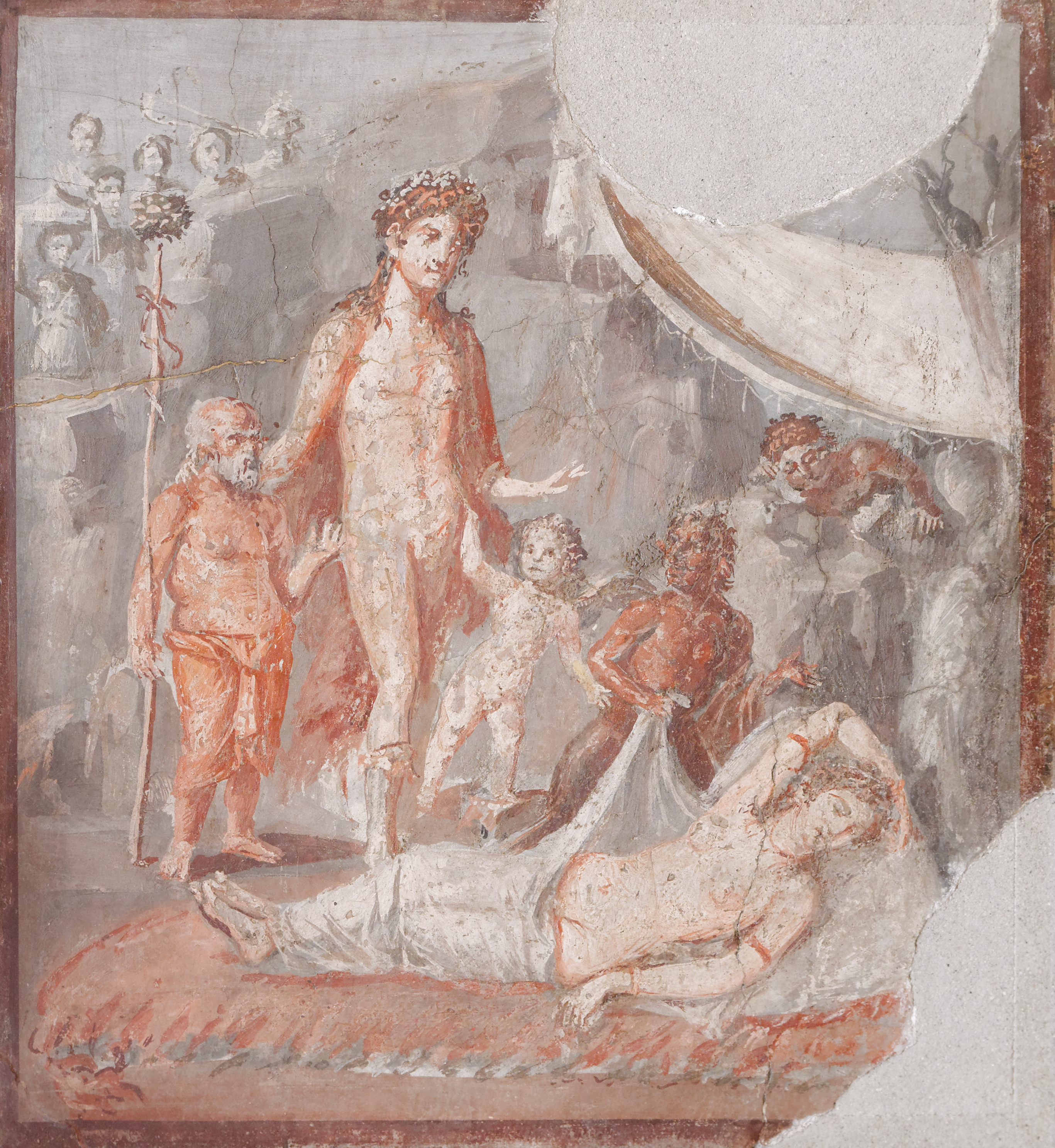
ポンペイから出土した古代ローマのフレスコ画『ナクソス島のアリアドネ』。ナポリ国立考古学博物館所蔵。

ヴァン・ダイクは狩りに疲れた女神アルテミスが従者のニンフとともに眠る姿とそれを発見するサテュロスを描いている。アルテミスは毛皮と赤いドレープの上に裸体のまま身を横たえて眠っている。従者はアルテミスとは反対に身体を覆う青いチュニックを着ており、首に真珠のネックレスを着けている。しかし好色なサテュロスがその光景を発見し、舌なめずりをしながら、身を乗り出して鑑賞者にアルテミスの裸体を指し示している。彼女たちの近くに積み上げられた数多くの獲物はアルテミスが狩猟で充実した成果を得たことを示している。画面右下には牡鹿やウサギ、孔雀などの野鳥が置かれている。またアルテミスの足元には女神のアトリビュートである弓や矢筒が置かれ、そのそばで猟犬が眠っている。

### 構図
構図についてヴァン・ダイクはルネサンス期のヴェネツィア派の巨匠ティツィアーノ・ヴェチェッリオとティントレットを参考にしている。加えて神話を主題とする絵画でしばしば繰り返された古典的図像である「パンに発見された眠るアリアドネ」（Ariadne asleep and discovered by Pan）を用いている。絵画では、サテュロスの身振りはナクソス島でテセウスに捨てられ、泣き疲れて眠っているアリアドネを発見する牧羊神パンの欲情を明確に再現しているが、身振りそれ自体は女性の裸体を明らかにしようとしていない。またその人差し指は単にディアナだけではなく、おそらくサテュロスの欲望の最終的な目的を指している。女神はティツィアーノが『ディアナとカリスト』（Diana e Callisto）で描いたアルテミスが傍らの侍女に対して見せる友愛の態度とよく似た仕草で、ともに眠っている侍女の右肩に左腕を置いている。一方の従者はアルテミスの左腕に自身の右腕を絡めている。アルテミスと従者は斜めに並んで配置され、サテュロスに対して脆弱に見える。鑑賞者はサテュロスのためにこのシーンに関与し、処女女神アルテミスの官能的な裸体の窃視に参加することを強いられている。

### 解釈
本作品は王立絵画美術館収蔵後の1857年の目録から2002年まで、ディアナとエンデュミオンを描いた作品と考えられていた。しかし1834年のスペイン国王フェルナンド7世の遺言では、本作品はプラド美術館の前身である王立絵画彫刻美術館（Real Museo de pintura y escultura）の展示室の1つサラ・レセルヴァーダに属する作品『ニンフの隣で眠っているディアナ、および彼女を驚かすサテュロス』（Diana dormida al lado de una Ninfa, y un Sátiro la sorprende）として記載されている。サラ・レセルヴァーダは裸婦画を集めた特別な展示室であった。ところが、その9年後に絵画目録の中でペドロ・デ・マドラーソは本作品について「ディアナとエンディミオン。 サテュロスは木の下で眠っている恋人たちを驚かせている」と説明している。エンデュミオンはゼウスの息子アエトリオスとアイオロスの娘カリュケーの間に生まれた英雄で、狩りで疲れて眠っている姿を月の女神が見初め、女神は夜な夜なエンデュミオンのもとを訪れたと伝えられている。美術史家レティシア・ルイス・ゴメスはこれに異を唱えた。レティシア・ルイス・ゴメスによると、ディアナの隣で眠っている人物は明らかに男性ではなく女性であり、2人の仕草は両者の友愛の関係を示しているものの、恋人の関係であることを示すような特別な親密さはない。エンディミオンとするならばこの人物の外見は男らしさとはかけ離れており、エンディミオンが女装したとする文献的・視覚的情報源も見当たらない。また絵画の多くの作例において、ディアナとエンデュミオンの関係を目撃するのは、サテュロスではなくキューピッドである。これらの指摘により、現在は『サテュロスに驚くディアナとニンフ』と改められている。

## 来歴
発注主や初期の来歴は不明である。1700年にマドリードのアルカサル王宮の目録に記録されたのが確実な最初の記録で、1703年には王妃の新しい部屋で記録されている。1734年の大火災を生き延びたのち、1747年に新王宮で記録された。1772年、1794にはブエン・レティーロ宮殿で記録され、その後さらに王立サン・フェルナンド美術アカデミーに移された。王立絵画彫刻美術館に収蔵され、サラ・レセルヴァーダに加えられたのは1827年のことである。

## 影響
本作品に基づいて制作された複製がいくつか知られている。

## ギャラリー
関連作品

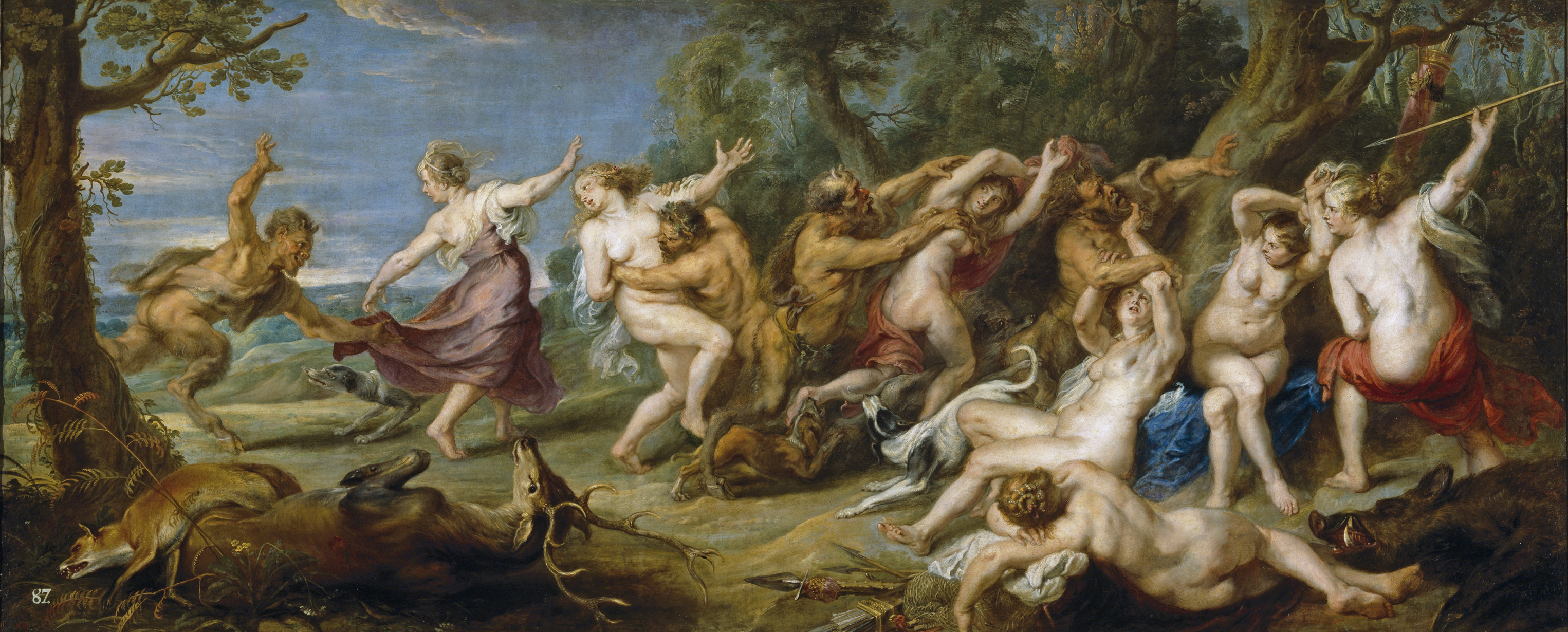
ピーテル・パウル・ルーベンス『サテュロスに驚くディアナとニンフ』1639年- 1640年頃 プラド美術館所蔵